# Liste des coureurs du Tour de France 2021
Pour un article plus général, voir Tour de France 2021.
Cet article dresse la liste des coureurs du Tour de France 2021. Les 184 coureurs sont répartis en 23 équipes.

## Liste des participants
| Légende                             | Légende                                                                                         | Légende                                | Légende                                                                                                  |
| ----------------------------------- | ----------------------------------------------------------------------------------------------- | -------------------------------------- | --- |
| Num                                 | Dossard de départ porté par le coureur sur ce Tour de France                                    | Pos                                    | Position finale au classement général                                                                    |
| Leader du classement général        | Indique le vainqueur du classement général                                                      | Leader du classement par points        | Indique le vainqueur du classement par points                                                            |
| Leader du classement de la montagne | Indique le vainqueur du classement de la montagne                                               | Leader du classement du meilleur jeune | Indique le vainqueur du classement du meilleur jeune                                                     |
| Meilleure équipe                    | Indique la meilleure équipe                                                                     | Super combatif                         | Indique le super combatif                                                                                |
|                                     | Indique un maillot de champion national ou mondial, suivi de sa spécialité                      | NP                                     | Indique un coureur qui n'a pas pris le départ d'une étape, suivi du numéro de l'étape où il s'est retiré |
| AB                                  | Indique un coureur qui n'a pas terminé une étape, suivi du numéro de l'étape où il s'est retiré | HD                                     | Indique un coureur qui a terminé une étape hors des délais, suivi du numéro de l'étape                   |
| EX                                  | Coureur exclu pour non-respect du règlement, suivi du numéro de l'étape                         | *                                      | Indique un coureur en lice pour le classement du meilleur jeune (coureurs nés après le 1er janvier 1996) |

| UAE Team Emirates UAD | UAE Team Emirates UAD      | UAE Team Emirates UAD |
| --------------------- | -------------------------- | --------------------- |
| Num                   | Coureur                    | Pos                   |
| 1                     | Tadej Pogačar (SLO)        | 1er                   |
| 2                     | Mikkel Bjerg (DEN)         | 110e                  |
| 3                     | Rui Costa (POR)            | 77e                   |
| 4                     | Davide Formolo (ITA)       | 44e                   |
| 5                     | Marc Hirschi (SUI)         | 98e                   |
| 6                     | Vegard Stake Laengen (NOR) | 112e                  |
| 7                     | Rafał Majka (POL)          | 34e                   |
| 8                     | Brandon McNulty (USA)      | 69e                   |

| Jumbo-Visma TJV | Jumbo-Visma TJV             | Jumbo-Visma TJV |
| --------------- | --------------------------- | --------------- |
| Num             | Coureur                     | Pos             |
| 11              | Primož Roglič (SLO)         | NP-9            |
| 12              | Wout van Aert (BEL) (route) | 19e             |
| 13              | Robert Gesink (NED)         | AB-3            |
| 14              | Steven Kruijswijk (NED)     | AB-17           |
| 15              | Sepp Kuss (USA)             | 32e             |
| 16              | Tony Martin (GER) (chrono)  | AB-11           |
| 17              | Mike Teunissen (NED)        | 76e             |
| 18              | Jonas Vingegaard (DEN)      | 2e              |

| Ineos Grenadiers IGD | Ineos Grenadiers IGD       | Ineos Grenadiers IGD |
| -------------------- | -------------------------- | -------------------- |
| Num                  | Coureur                    | Pos                  |
| 21                   | Geraint Thomas (GBR)       | 41e                  |
| 22                   | Richard Carapaz (ECU)      | 3e                   |
| 23                   | Jonathan Castroviejo (ESP) | 23e                  |
| 24                   | Tao Geoghegan Hart (GBR)   | 60e                  |
| 25                   | Michał Kwiatkowski (POL)   | 68e                  |
| 26                   | Richie Porte (AUS)         | 38e                  |
| 27                   | Luke Rowe (GBR)            | HD-11                |
| 28                   | Dylan van Baarle (NED)     | 54e                  |

| Israel Start-Up Nation ISN | Israel Start-Up Nation ISN    | Israel Start-Up Nation ISN |
| -------------------------- | ----------------------------- | -------------------------- |
| Num                        | Coureur                       | Pos                        |
| 31                         | Christopher Froome (GBR)      | 133e                       |
| 32                         | Guillaume Boivin (CAN)        | 105e                       |
| 33                         | Omer Goldstein (ISR) (chrono) | 122e                       |
| 34                         | André Greipel (GER)           | 125e                       |
| 35                         | Reto Hollenstein (SUI)        | 136e                       |
| 36                         | Dan Martin (IRL)              | 40e                        |
| 37                         | Michael Woods (CAN)           | NP-19                      |
| 38                         | Rick Zabel (GER)              | 134e                       |

| Trek-Segafredo TFS | Trek-Segafredo TFS                   | Trek-Segafredo TFS |
| ------------------ | ------------------------------------ | ------------------ |
| Num                | Coureur                              | Pos                |
| 41                 | Vincenzo Nibali (ITA)                | NP-16              |
| 42                 | Julien Bernard (FRA)                 | 37e                |
| 43                 | Kenny Elissonde (FRA)                | 36e                |
| 44                 | Bauke Mollema (NED)                  | 20e                |
| 45                 | Mads Pedersen (DEN)                  | 137e               |
| 46                 | Toms Skujiņš (LAT) (route et chrono) | 71e                |
| 47                 | Jasper Stuyven (BEL)                 | 39e                |
| 48                 | Edward Theuns (BEL)                  | 104e               |

| Deceuninck-Quick Step DQT | Deceuninck-Quick Step DQT        | Deceuninck-Quick Step DQT |
| ------------------------- | -------------------------------- | ------------------------- |
| Num                       | Coureur                          | Pos                       |
| 51                        | Julian Alaphilippe (FRA) (route) | 30e                       |
| 52                        | Kasper Asgreen (DEN) (chrono)    | 64e                       |
| 53                        | Davide Ballerini (ITA)           | 108e                      |
| 54                        | Mattia Cattaneo (ITA)            | 12e                       |
| 55                        | Mark Cavendish (GBR)             | 139e                      |
| 56                        | Tim Declercq (BEL)               | 141e                      |
| 57                        | Dries Devenyns (BEL)             | 135e                      |
| 58                        | Michael Mørkøv (DEN)             | 138e                      |

| Movistar Team MOV | Movistar Team MOV         | Movistar Team MOV |
| ----------------- | ------------------------- | ----------------- |
| Num               | Coureur                   | Pos               |
| 61                | Miguel Ángel López (COL)  | NP-19             |
| 62                | Jorge Arcas (ESP)         | 90e               |
| 63                | Imanol Erviti (ESP)       | 67e               |
| 64                | Iván García Cortina (ESP) | 94e               |
| 65                | Enric Mas (ESP)           | 6e                |
| 66                | Marc Soler (ESP)          | NP-2              |
| 67                | Alejandro Valverde (ESP)  | 24e               |
| 68                | Carlos Verona (ESP)       | 101e              |

| Bora-Hansgrohe BOH | Bora-Hansgrohe BOH           | Bora-Hansgrohe BOH |
| ------------------ | ---------------------------- | ------------------ |
| Num                | Coureur                      | Pos                |
| 71                 | Peter Sagan (SVK) (route)    | NP-12              |
| 72                 | Emanuel Buchmann (GER)       | 33e                |
| 73                 | Wilco Kelderman (NED)        | 5e                 |
| 74                 | Patrick Konrad (AUT) (route) | 27e                |
| 75                 | Daniel Oss (ITA)             | 115e               |
| 76                 | Nils Politt (GER)            | 50e                |
| 77                 | Lukas Pöstlberger (AUT)      | 116e               |
| 78                 | Ide Schelling (NED)          | 119e               |

| Groupama-FDJ GFC | Groupama-FDJ GFC                  | Groupama-FDJ GFC |
| ---------------- | --------------------------------- | ---------------- |
| Num              | Coureur                           | Pos              |
| 81               | David Gaudu (FRA)                 | 11e              |
| 82               | Bruno Armirail (FRA)              | 83e              |
| 83               | Arnaud Démare (FRA)               | HD-9             |
| 84               | Jacopo Guarnieri (ITA)            | HD-9             |
| 85               | Ignatas Konovalovas (LTU) (route) | AB-1             |
| 86               | Stefan Küng (SUI) (chrono)        | 49e              |
| 87               | Valentin Madouas (FRA)            | 42e              |
| 88               | Miles Scotson (AUS)               | AB-11            |

| Cofidis COF | Cofidis COF               | Cofidis COF |
| ----------- | ------------------------- | ----------- |
| Num         | Coureur                   | Pos         |
| 91          | Guillaume Martin (FRA)    | 8e          |
| 92          | Rubén Fernández (ESP)     | 84e         |
| 93          | Simon Geschke (GER)       | 62e         |
| 94          | Jesús Herrada (ESP)       | 87e         |
| 95          | Christophe Laporte (FRA)  | 91e         |
| 96          | Anthony Perez (FRA)       | 86e         |
| 97          | Pierre-Luc Périchon (FRA) | 92e         |
| 98          | Jelle Wallays (BEL)       | 131e        |

| Alpecin-Fenix AFC | Alpecin-Fenix AFC            | Alpecin-Fenix AFC |
| ----------------- | ---------------------------- | ----------------- |
| Num               | Coureur                      | Pos               |
| 101               | Mathieu van der Poel (NED)   | NP-9              |
| 102               | Silvan Dillier (SUI) (route) | 59e               |
| 103               | Tim Merlier (BEL)            | AB-9              |
| 104               | Xandro Meurisse (BEL)        | 29e               |
| 105               | Jasper Philipsen (BEL)       | 109e              |
| 106               | Jonas Rickaert (BEL)         | 95e               |
| 107               | Kristian Sbaragli (ITA)      | 106e              |
| 108               | Petr Vakoč (CZE)             | 118e              |

| EF Education-Nippo EFN | EF Education-Nippo EFN    | EF Education-Nippo EFN |
| ---------------------- | ------------------------- | ---------------------- |
| Num                    | Coureur                   | Pos                    |
| 111                    | Rigoberto Urán (COL)      | 10e                    |
| 112                    | Stefan Bissegger (SUI)    | 103e                   |
| 113                    | Ruben Guerreiro (POR)     | 18e                    |
| 114                    | Sergio Higuita (COL)      | 25e                    |
| 115                    | Michael Valgren (DEN)     | 53e                    |
| 116                    | Magnus Cort Nielsen (DEN) | 56e                    |
| 117                    | Neilson Powless (USA)     | 43e                    |
| 118                    | Jonas Rutsch (GER)        | 55e                    |

| AG2R Citroën Team ACT | AG2R Citroën Team ACT        | AG2R Citroën Team ACT |
| --------------------- | ---------------------------- | --------------------- |
| Num                   | Coureur                      | Pos                   |
| 121                   | Benoît Cosnefroy (FRA)       | 107e                  |
| 122                   | Dorian Godon (FRA)           | 75e                   |
| 123                   | Oliver Naesen (BEL)          | 70e                   |
| 124                   | Ben O'Connor (AUS)           | 4e                    |
| 125                   | Aurélien Paret-Peintre (FRA) | 15e                   |
| 126                   | Nans Peters (FRA)            | AB-9                  |
| 127                   | Michael Schär (SUI)          | 58e                   |
| 128                   | Greg Van Avermaet (BEL)      | 97e                   |

| Arkéa-Samsic ARK | Arkéa-Samsic ARK        | Arkéa-Samsic ARK |
| ---------------- | ----------------------- | ---------------- |
| Num              | Coureur                 | Pos              |
| 131              | Warren Barguil (FRA)    | NP-14            |
| 132              | Nacer Bouhanni (FRA)    | AB-15            |
| 133              | Anthony Delaplace (FRA) | HD-9             |
| 134              | Élie Gesbert (FRA)      | 61e              |
| 135              | Daniel McLay (GBR)      | AB-11            |
| 136              | Nairo Quintana (COL)    | 28e              |
| 137              | Clément Russo (FRA)     | AB-11            |
| 138              | Connor Swift (GBR)      | 89e              |

| Team DSM DSM | Team DSM DSM               | Team DSM DSM |
| ------------ | -------------------------- | ------------ |
| Num          | Coureur                    | Pos          |
| 141          | Søren Kragh Andersen (DEN) | NP-14        |
| 142          | Tiesj Benoot (BEL)         | AB-11        |
| 143          | Cees Bol (NED)             | 140e         |
| 144          | Mark Donovan (GBR)         | 45e          |
| 145          | Nils Eekhoff (NED)         | 126e         |
| 146          | Joris Nieuwenhuis (NED)    | 128e         |
| 147          | Casper Pedersen (DEN)      | 111e         |
| 148          | Jasha Sütterlin (GER)      | AB-1         |

| Lotto-Soudal LTS | Lotto-Soudal LTS         | Lotto-Soudal LTS |
| ---------------- | ------------------------ | ---------------- |
| Num              | Coureur                  | Pos              |
| 151              | Caleb Ewan (AUS)         | NP-4             |
| 152              | Jasper De Buyst (BEL)    | AB-9             |
| 153              | Thomas De Gendt (BEL)    | 82e              |
| 154              | Philippe Gilbert (BEL)   | 99e              |
| 155              | Roger Kluge (GER)        | AB-13            |
| 156              | Harry Sweeny (AUS)       | 85e              |
| 157              | Tosh Van der Sande (BEL) | AB-11            |
| 158              | Brent Van Moer (BEL)     | 65e              |

| Bahrain Victorious TBV | Bahrain Victorious TBV        | Bahrain Victorious TBV |
| ---------------------- | ----------------------------- | ---------------------- |
| Num                    | Coureur                       | Pos                    |
| 161                    | Jack Haig (AUS)               | AB-3                   |
| 162                    | Pello Bilbao (ESP)            | 9e                     |
| 163                    | Sonny Colbrelli (ITA) (route) | 52e                    |
| 164                    | Marco Haller (AUT)            | 127e                   |
| 165                    | Matej Mohorič (SLO) (route)   | 31e                    |
| 166                    | Wout Poels (NED)              | 16e                    |
| 167                    | Dylan Teuns (BEL)             | 17e                    |
| 168                    | Fred Wright (GBR)             | 96e                    |

| BikeExchange BEX | BikeExchange BEX              | BikeExchange BEX |
| ---------------- | ----------------------------- | ---------------- |
| Num              | Coureur                       | Pos              |
| 171              | Michael Matthews (AUS)        | 79e              |
| 172              | Esteban Chaves (COL)          | 13e              |
| 173              | Luke Durbridge (AUS)          | 100e             |
| 174              | Lucas Hamilton (AUS)          | AB-13            |
| 175              | Amund Grøndahl Jansen (NOR)   | NP-16            |
| 176              | Christopher Juul Jensen (DEN) | 114e             |
| 177              | Luka Mezgec (SLO)             | 102e             |
| 178              | Simon Yates (GBR)             | AB-13            |

| Astana-Premier Tech APT | Astana-Premier Tech APT     | Astana-Premier Tech APT |
| ----------------------- | --------------------------- | ----------------------- |
| Num                     | Coureur                     | Pos                     |
| 181                     | Jakob Fuglsang (DEN)        | NP-21                   |
| 182                     | Alex Aranburu (ESP)         | 74e                     |
| 183                     | Stefan de Bod (RSA)         | HD-9                    |
| 184                     | Omar Fraile (ESP) (route)   | 57e                     |
| 185                     | Dmitriy Gruzdev (KAZ)       | 113e                    |
| 186                     | Hugo Houle (CAN)            | 66e                     |
| 187                     | Ion Izagirre (ESP) (chrono) | 26e                     |
| 188                     | Alexey Lutsenko (KAZ)       | 7e                      |

| Qhubeka NextHash TQA | Qhubeka NextHash TQA     | Qhubeka NextHash TQA |
| -------------------- | ------------------------ | -------------------- |
| Num                  | Coureur                  | Pos                  |
| 191                  | Sergio Henao (COL)       | 21e                  |
| 192                  | Carlos Barbero (ESP)     | 124e                 |
| 193                  | Sean Bennett (USA)       | 130e                 |
| 194                  | Victor Campenaerts (BEL) | AB-11                |
| 195                  | Simon Clarke (AUS)       | 123e                 |
| 196                  | Nicholas Dlamini (RSA)   | HD-9                 |
| 197                  | Michael Gogl (AUT)       | NP-13                |
| 198                  | Max Walscheid (GER)      | 121e                 |

| TotalEnergies TDE | TotalEnergies TDE          | TotalEnergies TDE |
| ----------------- | -------------------------- | ----------------- |
| Num               | Coureur                    | Pos               |
| 201               | Pierre Latour (FRA)        | 47e               |
| 202               | Edvald Boasson Hagen (NOR) | HD-15             |
| 203               | Jérémy Cabot (FRA)         | 132e              |
| 204               | Víctor de la Parte (ESP)   | 72e               |
| 205               | Fabien Doubey (FRA)        | 78e               |
| 206               | Cristian Rodríguez (ESP)   | 46e               |
| 207               | Julien Simon (FRA)         | 129e              |
| 208               | Anthony Turgis (FRA)       | 73e               |

| Intermarché-Wanty-Gobert Matériaux IWG | Intermarché-Wanty-Gobert Matériaux IWG | Intermarché-Wanty-Gobert Matériaux IWG |
| -------------------------------------- | -------------------------------------- | -------------------------------------- |
| Num                                    | Coureur                                | Pos                                    |
| 211                                    | Louis Meintjes (RSA)                   | 14e                                    |
| 212                                    | Jan Bakelants (BEL)                    | 48e                                    |
| 213                                    | Jonas Koch (GER)                       | NP-10                                  |
| 214                                    | Lorenzo Rota (ITA)                     | 63e                                    |
| 215                                    | Boy van Poppel (NED)                   | 117e                                   |
| 216                                    | Danny van Poppel (NED)                 | 120e                                   |
| 217                                    | Loïc Vliegen (BEL)                     | HD-9                                   |
| 218                                    | Georg Zimmermann (GER)                 | 80e                                    |

| B&B Hotels p/b KTM BBK | B&B Hotels p/b KTM BBK | B&B Hotels p/b KTM BBK |
| ---------------------- | ---------------------- | ---------------------- |
| Num                    | Coureur                | Pos                    |
| 221                    | Bryan Coquard (FRA)    | HD-9                   |
| 222                    | Cyril Barthe (FRA)     | 88e                    |
| 223                    | Franck Bonnamour (FRA) | 22e                    |
| 224                    | Maxime Chevalier (FRA) | 93e                    |
| 225                    | Cyril Gautier (FRA)    | 81e                    |
| 226                    | Cyril Lemoine (FRA)    | AB-1                   |
| 227                    | Quentin Pacher (FRA)   | 35e                    |
| 228                    | Pierre Rolland (FRA)   | 51e                    |

| UAE Team Emirates UAD | UAE Team Emirates UAD      | UAE Team Emirates UAD |
| --------------------- | -------------------------- | --------------------- |
| Num                   | Coureur                    | Pos                   |
| 1                     | Tadej Pogačar (SLO)        | 1er                   |
| 2                     | Mikkel Bjerg (DEN)         | 110e                  |
| 3                     | Rui Costa (POR)            | 77e                   |
| 4                     | Davide Formolo (ITA)       | 44e                   |
| 5                     | Marc Hirschi (SUI)         | 98e                   |
| 6                     | Vegard Stake Laengen (NOR) | 112e                  |
| 7                     | Rafał Majka (POL)          | 34e                   |
| 8                     | Brandon McNulty (USA)      | 69e                   |

| Jumbo-Visma TJV | Jumbo-Visma TJV             | Jumbo-Visma TJV |
| --------------- | --------------------------- | --------------- |
| Num             | Coureur                     | Pos             |
| 11              | Primož Roglič (SLO)         | NP-9            |
| 12              | Wout van Aert (BEL) (route) | 19e             |
| 13              | Robert Gesink (NED)         | AB-3            |
| 14              | Steven Kruijswijk (NED)     | AB-17           |
| 15              | Sepp Kuss (USA)             | 32e             |
| 16              | Tony Martin (GER) (chrono)  | AB-11           |
| 17              | Mike Teunissen (NED)        | 76e             |
| 18              | Jonas Vingegaard (DEN)      | 2e              |

| Ineos Grenadiers IGD | Ineos Grenadiers IGD       | Ineos Grenadiers IGD |
| -------------------- | -------------------------- | -------------------- |
| Num                  | Coureur                    | Pos                  |
| 21                   | Geraint Thomas (GBR)       | 41e                  |
| 22                   | Richard Carapaz (ECU)      | 3e                   |
| 23                   | Jonathan Castroviejo (ESP) | 23e                  |
| 24                   | Tao Geoghegan Hart (GBR)   | 60e                  |
| 25                   | Michał Kwiatkowski (POL)   | 68e                  |
| 26                   | Richie Porte (AUS)         | 38e                  |
| 27                   | Luke Rowe (GBR)            | HD-11                |
| 28                   | Dylan van Baarle (NED)     | 54e                  |

| Israel Start-Up Nation ISN | Israel Start-Up Nation ISN    | Israel Start-Up Nation ISN |
| -------------------------- | ----------------------------- | -------------------------- |
| Num                        | Coureur                       | Pos                        |
| 31                         | Christopher Froome (GBR)      | 133e                       |
| 32                         | Guillaume Boivin (CAN)        | 105e                       |
| 33                         | Omer Goldstein (ISR) (chrono) | 122e                       |
| 34                         | André Greipel (GER)           | 125e                       |
| 35                         | Reto Hollenstein (SUI)        | 136e                       |
| 36                         | Dan Martin (IRL)              | 40e                        |
| 37                         | Michael Woods (CAN)           | NP-19                      |
| 38                         | Rick Zabel (GER)              | 134e                       |

| Trek-Segafredo TFS | Trek-Segafredo TFS                   | Trek-Segafredo TFS |
| ------------------ | ------------------------------------ | ------------------ |
| Num                | Coureur                              | Pos                |
| 41                 | Vincenzo Nibali (ITA)                | NP-16              |
| 42                 | Julien Bernard (FRA)                 | 37e                |
| 43                 | Kenny Elissonde (FRA)                | 36e                |
| 44                 | Bauke Mollema (NED)                  | 20e                |
| 45                 | Mads Pedersen (DEN)                  | 137e               |
| 46                 | Toms Skujiņš (LAT) (route et chrono) | 71e                |
| 47                 | Jasper Stuyven (BEL)                 | 39e                |
| 48                 | Edward Theuns (BEL)                  | 104e               |

| Deceuninck-Quick Step DQT | Deceuninck-Quick Step DQT        | Deceuninck-Quick Step DQT |
| ------------------------- | -------------------------------- | ------------------------- |
| Num                       | Coureur                          | Pos                       |
| 51                        | Julian Alaphilippe (FRA) (route) | 30e                       |
| 52                        | Kasper Asgreen (DEN) (chrono)    | 64e                       |
| 53                        | Davide Ballerini (ITA)           | 108e                      |
| 54                        | Mattia Cattaneo (ITA)            | 12e                       |
| 55                        | Mark Cavendish (GBR)             | 139e                      |
| 56                        | Tim Declercq (BEL)               | 141e                      |
| 57                        | Dries Devenyns (BEL)             | 135e                      |
| 58                        | Michael Mørkøv (DEN)             | 138e                      |

| Movistar Team MOV | Movistar Team MOV         | Movistar Team MOV |
| ----------------- | ------------------------- | ----------------- |
| Num               | Coureur                   | Pos               |
| 61                | Miguel Ángel López (COL)  | NP-19             |
| 62                | Jorge Arcas (ESP)         | 90e               |
| 63                | Imanol Erviti (ESP)       | 67e               |
| 64                | Iván García Cortina (ESP) | 94e               |
| 65                | Enric Mas (ESP)           | 6e                |
| 66                | Marc Soler (ESP)          | NP-2              |
| 67                | Alejandro Valverde (ESP)  | 24e               |
| 68                | Carlos Verona (ESP)       | 101e              |

| Bora-Hansgrohe BOH | Bora-Hansgrohe BOH           | Bora-Hansgrohe BOH |
| ------------------ | ---------------------------- | ------------------ |
| Num                | Coureur                      | Pos                |
| 71                 | Peter Sagan (SVK) (route)    | NP-12              |
| 72                 | Emanuel Buchmann (GER)       | 33e                |
| 73                 | Wilco Kelderman (NED)        | 5e                 |
| 74                 | Patrick Konrad (AUT) (route) | 27e                |
| 75                 | Daniel Oss (ITA)             | 115e               |
| 76                 | Nils Politt (GER)            | 50e                |
| 77                 | Lukas Pöstlberger (AUT)      | 116e               |
| 78                 | Ide Schelling (NED)          | 119e               |

| Groupama-FDJ GFC | Groupama-FDJ GFC                  | Groupama-FDJ GFC |
| ---------------- | --------------------------------- | ---------------- |
| Num              | Coureur                           | Pos              |
| 81               | David Gaudu (FRA)                 | 11e              |
| 82               | Bruno Armirail (FRA)              | 83e              |
| 83               | Arnaud Démare (FRA)               | HD-9             |
| 84               | Jacopo Guarnieri (ITA)            | HD-9             |
| 85               | Ignatas Konovalovas (LTU) (route) | AB-1             |
| 86               | Stefan Küng (SUI) (chrono)        | 49e              |
| 87               | Valentin Madouas (FRA)            | 42e              |
| 88               | Miles Scotson (AUS)               | AB-11            |

| Cofidis COF | Cofidis COF               | Cofidis COF |
| ----------- | ------------------------- | ----------- |
| Num         | Coureur                   | Pos         |
| 91          | Guillaume Martin (FRA)    | 8e          |
| 92          | Rubén Fernández (ESP)     | 84e         |
| 93          | Simon Geschke (GER)       | 62e         |
| 94          | Jesús Herrada (ESP)       | 87e         |
| 95          | Christophe Laporte (FRA)  | 91e         |
| 96          | Anthony Perez (FRA)       | 86e         |
| 97          | Pierre-Luc Périchon (FRA) | 92e         |
| 98          | Jelle Wallays (BEL)       | 131e        |

| Alpecin-Fenix AFC | Alpecin-Fenix AFC            | Alpecin-Fenix AFC |
| ----------------- | ---------------------------- | ----------------- |
| Num               | Coureur                      | Pos               |
| 101               | Mathieu van der Poel (NED)   | NP-9              |
| 102               | Silvan Dillier (SUI) (route) | 59e               |
| 103               | Tim Merlier (BEL)            | AB-9              |
| 104               | Xandro Meurisse (BEL)        | 29e               |
| 105               | Jasper Philipsen (BEL)       | 109e              |
| 106               | Jonas Rickaert (BEL)         | 95e               |
| 107               | Kristian Sbaragli (ITA)      | 106e              |
| 108               | Petr Vakoč (CZE)             | 118e              |

| EF Education-Nippo EFN | EF Education-Nippo EFN    | EF Education-Nippo EFN |
| ---------------------- | ------------------------- | ---------------------- |
| Num                    | Coureur                   | Pos                    |
| 111                    | Rigoberto Urán (COL)      | 10e                    |
| 112                    | Stefan Bissegger (SUI)    | 103e                   |
| 113                    | Ruben Guerreiro (POR)     | 18e                    |
| 114                    | Sergio Higuita (COL)      | 25e                    |
| 115                    | Michael Valgren (DEN)     | 53e                    |
| 116                    | Magnus Cort Nielsen (DEN) | 56e                    |
| 117                    | Neilson Powless (USA)     | 43e                    |
| 118                    | Jonas Rutsch (GER)        | 55e                    |

| AG2R Citroën Team ACT | AG2R Citroën Team ACT        | AG2R Citroën Team ACT |
| --------------------- | ---------------------------- | --------------------- |
| Num                   | Coureur                      | Pos                   |
| 121                   | Benoît Cosnefroy (FRA)       | 107e                  |
| 122                   | Dorian Godon (FRA)           | 75e                   |
| 123                   | Oliver Naesen (BEL)          | 70e                   |
| 124                   | Ben O'Connor (AUS)           | 4e                    |
| 125                   | Aurélien Paret-Peintre (FRA) | 15e                   |
| 126                   | Nans Peters (FRA)            | AB-9                  |
| 127                   | Michael Schär (SUI)          | 58e                   |
| 128                   | Greg Van Avermaet (BEL)      | 97e                   |

| Arkéa-Samsic ARK | Arkéa-Samsic ARK        | Arkéa-Samsic ARK |
| ---------------- | ----------------------- | ---------------- |
| Num              | Coureur                 | Pos              |
| 131              | Warren Barguil (FRA)    | NP-14            |
| 132              | Nacer Bouhanni (FRA)    | AB-15            |
| 133              | Anthony Delaplace (FRA) | HD-9             |
| 134              | Élie Gesbert (FRA)      | 61e              |
| 135              | Daniel McLay (GBR)      | AB-11            |
| 136              | Nairo Quintana (COL)    | 28e              |
| 137              | Clément Russo (FRA)     | AB-11            |
| 138              | Connor Swift (GBR)      | 89e              |

| Team DSM DSM | Team DSM DSM               | Team DSM DSM |
| ------------ | -------------------------- | ------------ |
| Num          | Coureur                    | Pos          |
| 141          | Søren Kragh Andersen (DEN) | NP-14        |
| 142          | Tiesj Benoot (BEL)         | AB-11        |
| 143          | Cees Bol (NED)             | 140e         |
| 144          | Mark Donovan (GBR)         | 45e          |
| 145          | Nils Eekhoff (NED)         | 126e         |
| 146          | Joris Nieuwenhuis (NED)    | 128e         |
| 147          | Casper Pedersen (DEN)      | 111e         |
| 148          | Jasha Sütterlin (GER)      | AB-1         |

| Lotto-Soudal LTS | Lotto-Soudal LTS         | Lotto-Soudal LTS |
| ---------------- | ------------------------ | ---------------- |
| Num              | Coureur                  | Pos              |
| 151              | Caleb Ewan (AUS)         | NP-4             |
| 152              | Jasper De Buyst (BEL)    | AB-9             |
| 153              | Thomas De Gendt (BEL)    | 82e              |
| 154              | Philippe Gilbert (BEL)   | 99e              |
| 155              | Roger Kluge (GER)        | AB-13            |
| 156              | Harry Sweeny (AUS)       | 85e              |
| 157              | Tosh Van der Sande (BEL) | AB-11            |
| 158              | Brent Van Moer (BEL)     | 65e              |

| Bahrain Victorious TBV | Bahrain Victorious TBV        | Bahrain Victorious TBV |
| ---------------------- | ----------------------------- | ---------------------- |
| Num                    | Coureur                       | Pos                    |
| 161                    | Jack Haig (AUS)               | AB-3                   |
| 162                    | Pello Bilbao (ESP)            | 9e                     |
| 163                    | Sonny Colbrelli (ITA) (route) | 52e                    |
| 164                    | Marco Haller (AUT)            | 127e                   |
| 165                    | Matej Mohorič (SLO) (route)   | 31e                    |
| 166                    | Wout Poels (NED)              | 16e                    |
| 167                    | Dylan Teuns (BEL)             | 17e                    |
| 168                    | Fred Wright (GBR)             | 96e                    |

| BikeExchange BEX | BikeExchange BEX              | BikeExchange BEX |
| ---------------- | ----------------------------- | ---------------- |
| Num              | Coureur                       | Pos              |
| 171              | Michael Matthews (AUS)        | 79e              |
| 172              | Esteban Chaves (COL)          | 13e              |
| 173              | Luke Durbridge (AUS)          | 100e             |
| 174              | Lucas Hamilton (AUS)          | AB-13            |
| 175              | Amund Grøndahl Jansen (NOR)   | NP-16            |
| 176              | Christopher Juul Jensen (DEN) | 114e             |
| 177              | Luka Mezgec (SLO)             | 102e             |
| 178              | Simon Yates (GBR)             | AB-13            |

| Astana-Premier Tech APT | Astana-Premier Tech APT     | Astana-Premier Tech APT |
| ----------------------- | --------------------------- | ----------------------- |
| Num                     | Coureur                     | Pos                     |
| 181                     | Jakob Fuglsang (DEN)        | NP-21                   |
| 182                     | Alex Aranburu (ESP)         | 74e                     |
| 183                     | Stefan de Bod (RSA)         | HD-9                    |
| 184                     | Omar Fraile (ESP) (route)   | 57e                     |
| 185                     | Dmitriy Gruzdev (KAZ)       | 113e                    |
| 186                     | Hugo Houle (CAN)            | 66e                     |
| 187                     | Ion Izagirre (ESP) (chrono) | 26e                     |
| 188                     | Alexey Lutsenko (KAZ)       | 7e                      |

| Qhubeka NextHash TQA | Qhubeka NextHash TQA     | Qhubeka NextHash TQA |
| -------------------- | ------------------------ | -------------------- |
| Num                  | Coureur                  | Pos                  |
| 191                  | Sergio Henao (COL)       | 21e                  |
| 192                  | Carlos Barbero (ESP)     | 124e                 |
| 193                  | Sean Bennett (USA)       | 130e                 |
| 194                  | Victor Campenaerts (BEL) | AB-11                |
| 195                  | Simon Clarke (AUS)       | 123e                 |
| 196                  | Nicholas Dlamini (RSA)   | HD-9                 |
| 197                  | Michael Gogl (AUT)       | NP-13                |
| 198                  | Max Walscheid (GER)      | 121e                 |

| TotalEnergies TDE | TotalEnergies TDE          | TotalEnergies TDE |
| ----------------- | -------------------------- | ----------------- |
| Num               | Coureur                    | Pos               |
| 201               | Pierre Latour (FRA)        | 47e               |
| 202               | Edvald Boasson Hagen (NOR) | HD-15             |
| 203               | Jérémy Cabot (FRA)         | 132e              |
| 204               | Víctor de la Parte (ESP)   | 72e               |
| 205               | Fabien Doubey (FRA)        | 78e               |
| 206               | Cristian Rodríguez (ESP)   | 46e               |
| 207               | Julien Simon (FRA)         | 129e              |
| 208               | Anthony Turgis (FRA)       | 73e               |

| Intermarché-Wanty-Gobert Matériaux IWG | Intermarché-Wanty-Gobert Matériaux IWG | Intermarché-Wanty-Gobert Matériaux IWG |
| -------------------------------------- | -------------------------------------- | -------------------------------------- |
| Num                                    | Coureur                                | Pos                                    |
| 211                                    | Louis Meintjes (RSA)                   | 14e                                    |
| 212                                    | Jan Bakelants (BEL)                    | 48e                                    |
| 213                                    | Jonas Koch (GER)                       | NP-10                                  |
| 214                                    | Lorenzo Rota (ITA)                     | 63e                                    |
| 215                                    | Boy van Poppel (NED)                   | 117e                                   |
| 216                                    | Danny van Poppel (NED)                 | 120e                                   |
| 217                                    | Loïc Vliegen (BEL)                     | HD-9                                   |
| 218                                    | Georg Zimmermann (GER)                 | 80e                                    |

| B&B Hotels p/b KTM BBK | B&B Hotels p/b KTM BBK | B&B Hotels p/b KTM BBK |
| ---------------------- | ---------------------- | ---------------------- |
| Num                    | Coureur                | Pos                    |
| 221                    | Bryan Coquard (FRA)    | HD-9                   |
| 222                    | Cyril Barthe (FRA)     | 88e                    |
| 223                    | Franck Bonnamour (FRA) | 22e                    |
| 224                    | Maxime Chevalier (FRA) | 93e                    |
| 225                    | Cyril Gautier (FRA)    | 81e                    |
| 226                    | Cyril Lemoine (FRA)    | AB-1                   |
| 227                    | Quentin Pacher (FRA)   | 35e                    |
| 228                    | Pierre Rolland (FRA)   | 51e                    |

## Coureurs par nationalité
| #     | Nationalité    | Au départ | À l'arrivée | Victoire(s) d'étape                         |
| ----- | -------------- | --------- | ----------- | ------------------------------------------- |
| 1     | France         | 33        | 25          | 1 (Julian Alaphilippe)                      |
| 2     | Belgique       | 22        | 16          | 5 (Tim Merlier, Dylan Teuns, Wout van Aert) |
| 3     | Espagne        | 17        | 16          | -                                           |
| 4     | Pays-Bas       | 14        | 11          | 2 (Mathieu van der Poel, Bauke Mollema)     |
| 5     | Allemagne      | 12        | 8           | 1 (Nils Politt)                             |
| 6     | Danemark       | 11        | 9           | -                                           |
| 7     | Royaume-Uni    | 10        | 7           | 4 (Mark Cavendish)                          |
| 8     | Australie      | 10        | 6           | 1 (Ben O'Connor)                            |
| 9     | Italie         | 9         | 7           | -                                           |
| 10    | Suisse         | 6         | 6           | -                                           |
| 11    | Colombie       | 6         | 5           | -                                           |
| 12    | Autriche       | 4         | 3           | 1 (Patrick Konrad)                          |
| 13    | Slovénie       | 4         | 3           | 5 (Tadej Pogačar, Matej Mohorič)            |
| 14    | États-Unis     | 4         | 4           | 1 (Sepp Kuss)                               |
| 15    | Norvège        | 3         | 1           | -                                           |
| 16    | Canada         | 3         | 2           | -                                           |
| 17    | Afrique du Sud | 3         | 1           | -                                           |
| 18    | Portugal       | 2         | 2           | -                                           |
| 19    | Kazakhstan     | 2         | 2           | -                                           |
| 20    | Pologne        | 2         | 2           | -                                           |
| 21    | Irlande        | 1         | 1           | -                                           |
| 22    | Israël         | 1         | 1           | -                                           |
| 23    | Lettonie       | 1         | 1           | -                                           |
| 24    | Lituanie       | 1         | 0           | -                                           |
| 25    | Tchéquie       | 1         | 1           | -                                           |
| 26    | Slovaquie      | 1         | 0           | -                                           |
| 27    | Équateur       | 1         | 1           | -                                           |
| Total | Total          | 184       | 141         | 21                                          |